# Blueberry Boat
 (mai 2017).
Si vous disposez d'ouvrages ou d'articles de référence ou si vous connaissez des sites web de qualité traitant du thème abordé ici, merci de compléter l'article en donnant les références utiles à sa vérifiabilité et en les liant à la section « Notes et références ».
Albums de The Fiery Furnaces
Gallowbird's Bark
(2003) EP
(2005)
Blueberry Boat est le deuxième album du groupe de rock indépendant américain The Fiery Furnaces, sorti en juillet 2004 sous le label Rough Trade, un peu plus de 10 mois après leur précédent et premier opus Gallowbird's Bark.
Très différent de leur premier album, il se compose de 13 titres pour une durée 76 minutes, quelques chansons durant plus de huit minutes.
Blueberry Boat a polarisé les critiques de musique en raison de ses chansons longues et complexes et ses paroles ésotériques.

## Présentation
Plus de vingt instruments différents sont utilisés pour la création de cet album, y compris le sitar, qui a été remplacé par de la guitare sur certaines chansons. Claviers, guitares et batterie sont les principaux instruments utilisés. Comme pour toutes les versions de Fiery Furnaces, Eleanor Friedberger fournit la plupart des voix avec son frère Matthew Friedberger l'accompagnant sur quelques chansons.
Matthew est considéré comme le principal instrumentiste du groupe, tandis que le duo frère-sœur partage les actions lyriques.
L'album est structurellement plus complexe que celui du début du groupe, Gallowbird's Bark et la plupart des chansons ont des mouvements distincts qui ressemblent à de multiples chansons combinées.

## Liste des titres
Toutes les chansons sont écrites et composées par Matthew et Eleanor Friedberger.
| 1.    | Quay Cur                           | 10:25 |
| 2.    | Straight Street                    | 5:01  |
| 3.    | Blueberry Boat                     | 9:09  |
| 4.    | Chris Michaels                     | 7:54  |
| 5.    | Paw Paw Tree                       | 4:39  |
| 6.    | My Dog Was Lost but Now He's Found | 3:30  |
| 7.    | Mason City                         | 8:15  |
| 8.    | Chief Inspector Blancheflower      | 8:58  |
| 9.    | Spaniolated                        | 3:22  |
| 10.   | 1917                               | 4:52  |
| 11.   | Birdie Brain                       | 3:06  |
| 12.   | Turning Round                      | 2:13  |
| 13.   | Wolf Notes                         | 4:52  |
| 76:15 |                                    |       |

| CD single bonus - Édition limitée Australie et Nouvelle-Zélande (Smash Music, Rough Trade, 2004) | CD single bonus - Édition limitée Australie et Nouvelle-Zélande (Smash Music, Rough Trade, 2004) | CD single bonus - Édition limitée Australie et Nouvelle-Zélande (Smash Music, Rough Trade, 2004) | CD single bonus - Édition limitée Australie et Nouvelle-Zélande (Smash Music, Rough Trade, 2004) | CD single bonus - Édition limitée Australie et Nouvelle-Zélande (Smash Music, Rough Trade, 2004) | CD single bonus - Édition limitée Australie et Nouvelle-Zélande (Smash Music, Rough Trade, 2004) | CD single bonus - Édition limitée Australie et Nouvelle-Zélande (Smash Music, Rough Trade, 2004) | CD single bonus - Édition limitée Australie et Nouvelle-Zélande (Smash Music, Rough Trade, 2004) | CD single bonus - Édition limitée Australie et Nouvelle-Zélande (Smash Music, Rough Trade, 2004) | CD single bonus - Édition limitée Australie et Nouvelle-Zélande (Smash Music, Rough Trade, 2004) |
| No                                                                                               | Titre                                                                                            | Durée                                                                                            |                                                                                                  |                                                                                                  |                                                                                                  |                                                                                                  |                                                                                                  |                                                                                                  |                                                                                                  |
| ------------------------------------------------------------------------------------------------ | ------------------------------------------------------------------------------------------------ | ------------------------------------------------------------------------------------------------ | ------------------------------------------------------------------------------------------------ | ------------------------------------------------------------------------------------------------ | ------------------------------------------------------------------------------------------------ | ------------------------------------------------------------------------------------------------ | ------------------------------------------------------------------------------------------------ | ------------------------------------------------------------------------------------------------ | ------------------------------------------------------------------------------------------------ |
| 2-1.                                                                                             | Single Again                                                                                     | 3:07                                                                                             |                                                                                                  |                                                                                                  |                                                                                                  |                                                                                                  |                                                                                                  |                                                                                                  |                                                                                                  |
| 2-2.                                                                                             | Evergreen                                                                                        | 3:28                                                                                             |                                                                                                  |                                                                                                  |                                                                                                  |                                                                                                  |                                                                                                  |                                                                                                  |                                                                                                  |
| 6:35                                                                                             |                                                                                                  |                                                                                                  |                                                                                                  |                                                                                                  |                                                                                                  |                                                                                                  |                                                                                                  |                                                                                                  |                                                                                                  |

| 2-1. | Single Again          |  |
| 2-2. | Evergreen             |  |
| 2-3. | Sing For Me           |  |
| 2-4. | Winter                |  |
| 2-5. | Here Comes The Summer |  |